# جون كاري
جون كاري (بالإنجليزية: John Curry) (و. 1949 – 1994 م) هو متزلج فني بريطاني، ولد في برمينغهام، شارك في الألعاب الأولمبية الشتوية 1976، والألعاب الأولمبية الشتوية 1972، توفي عن عمر يناهز 45 عاماً، بسبب نوبة قلبية، وإيدز.

## التعليم
تعلم في Solihull School ‏.

## جوائز
حصل على جوائز منها:
- جائزة كابيتزو للرقص (1991)
- جائزة بي بي سي لشخصية العام الرياضية  [لغات أخرى]‏ (1976).

## روابط خارجية
- جون كاري على موقع الموسوعة البريطانية (الإنجليزية)
- جون كاري على موقع قاعدة بيانات برودواي على الإنترنت (الإنجليزية)
- جون كاري على موقع إن إن دي بي (الإنجليزية)
- جون كاري على موقع اللجنة الأولمبية الدولية (الإنجليزية)
- جون كاري على موقع أوليمبيديا (الإنجليزية)
- جون كاري على موقع اللجنة الأولمبية البريطانية (الإنجليزية)